# Парчувек
Парчувек (пол. Parczówek) — село в Польщі, у гміні Білачув Опочинського повіту Лодзинського воєводства.
Населення — 422 особи (2011).
У 1975-1998 роках село належало до Пйотрковського воєводства.

## Демографія
Демографічна структура станом на 31 березня 2011 року:
|          | Загалом | Допрацездатний вік | Працездатний вік | Постпрацездатний вік |
| -------- | ------- | ------------------ | ---------------- | -------------------- |
| Чоловіки | 210     | 51                 | 128              | 31                   |
| Жінки    | 212     | 44                 | 100              | 68                   |
| Разом    | 422     | 95                 | 228              | 99                   |